# نصرت‌آباد (زاهدان)
نُصرَت‌آباد به بلوچی:(نُصرِت‌آبات)شهری که مرکز بخش نصرت‌آباد شهرستان زاهدان استان سیستان و بلوچستان ایران است.نصرت‌آباد در ۱۰۰ کیلومتری جاده زاهدان به کرمان قرارگرفته است.
اکثریت جمیعت این شهر طایفه ناروئی هستند 
این شهر یکی از محل های توقف کاروان ها در زمان های قدیم بوده است.امروزه نیز جاده بین المللی در مجاورت این شهر وجود دارد

## جمعیت
بر پایه سرشماری عمومی نفوس و مسکن در سال ۱۳۹۰ جمعیت این شهر ۴٬۲۷۰ نفر (در ۹۳۱ خانوار) بوده است.

## موقعیت زیستگاهی
در اطراف روستای گرگ غرب نصرت آباد منطقه شکار ممنوع بلبل آب – اومار دشت حصاروئیه یکی از زیستگاه‌های موجود پرندگان بومی مانند کبک و حیواناتی مانند قوچ و میش و آهوی وحشی می‌باشد. همچنین پستاندارانی چون روباه، شغال و کفتار و خرگوش نیز در آنجا یافت می‌شود.

## جاذبه‌های گردشگری
- آب سرد، دریا معروف به (شور یا نیل) (shure or nile) که در ۱۰ کیلومتری جنوب غربی نصرت آباد واقع شده است.
- آب گرم معروف به (کچ) (koch) که در ۵ کیلومتری شمال غربی نصرت آباد واقع شده است.
- آب گرم معروف به (چلیتکی) (cheleteki) در ۵ کیلومتری نرسیده به تنگه اومار.
- آب سرد معروف به (گلامان) (gholaman) در ۲۵ کیلومتری شرق نصرت آباد واقع شده در دامنه کوه ملوسان.
- رودخانه (پاول) (pavel) در شمال غرب روستای حصاروئیه منظره‌ای دلنواز برای گردشگران به وجود آورده است.

● رودخانه (زیارت)  (ziarat) که در شمال غرب و 15کیلومتری شهر نصرت آباد وجود دارد با آب و هوای خوب و جنگل درختان گُوَن(بنه) منظره‌ای فوق‌العاده در دل کوه‌های نصرت آباد است.